# François de Bonne de Lesdiguières
Pour les articles homonymes, voir Bonne.
François de Bonne, né le 1er avril 1543 à Saint-Bonnet-en-Champsaur et mort le 28 septembre 1626 à Valence, est un militaire français. Il est seigneur puis duc de Lesdiguières (1611), comte de Pont-de-Veyle et seigneur du Glaizil. Fait maréchal de France en 1609 sous Henri IV, son fils Louis XIII le fait connétable de France en 1622, il est le dernier a recevoir cette charge dans l'Histoire de France.
Personnalité marquante de la province du Dauphiné, c’est en son honneur que fut baptisé au musée du Louvre l'un des deux pavillons des guichets de Seine sous la Grande Galerie, le « pavillon de Lesdiguières », l’autre étant le « pavillon de La Trémoille ». Il existe aussi des rues de Lesdiguières et bâtiments portant ce nom à Paris, Remollon, Saint-Jean-de-Bournay, Grenoble, La Verpillière, et ailleurs.

## Biographie

### Jeunesse et formation
Fils de Jean II de Bonne, seigneur de Lesdiguières et des Diguières ou d'Esdiguières, mort en 1548 et de Françoise de Castellane, il naît à Saint-Bonnet-en-Champsaur, situé dans la province du Dauphiné, dans le royaume de France. Il rencontre pour la première fois le futur roi Henri IV, de neuf ans son cadet, au collège de Navarre à Paris. Sa passion pour les armes ou le besoin financier le pousse à entrer sous les ordres du baron de Gordes, lieutenant général du roi et du Dauphiné.
Dans le royaume de France, la seconde moitié du XVIe siècle est notamment marquée par les guerres de Religion, une série de huit conflits (entre 1562 et 1598) durant lesquels se sont opposés catholiques et  huguenots (appelés par la suite protestants) ; c'est dans ce contexte que François de Bonne va évoluer.

### Chef des protestants du Champsaur
À partir de 1576, il séjourne régulièrement à Serres, donnée aux Protestants comme place de sûreté et dont son secrétaire et biographe Louis Videl (1598-1675) est originaire. Sa présence y est notamment attestée en 1582 et 1588. La tradition lui prête plusieurs demeures dans cette ville ; Maison dite de Lesdiguières.
Lorsque le soulèvement protestant éclate dans le Dauphiné, François de Bonne rejoint son cousin Antoine Rambaud, le premier des « capitaines Furmeyer », qui mène combat. Après la mort de son cousin, il est désigné comme chef des protestants du Champsaur en 1576, et livre de nombreux combats, dont la prise de Gap, ville catholique, et n'empêche en rien le massacre de ses habitants. C’est à ce moment qu’il se fait remarquer par le roi Henri III. Lorsqu’en 1584, Henri III désigne le roi de Navarre pour lui succéder, son autorité sur les Huguenots du Dauphiné est reconnue. En août 1586, il participe à la bataille d'Allemagne-en-Provence.

### Conquérant de Grenoble et maître du Dauphiné

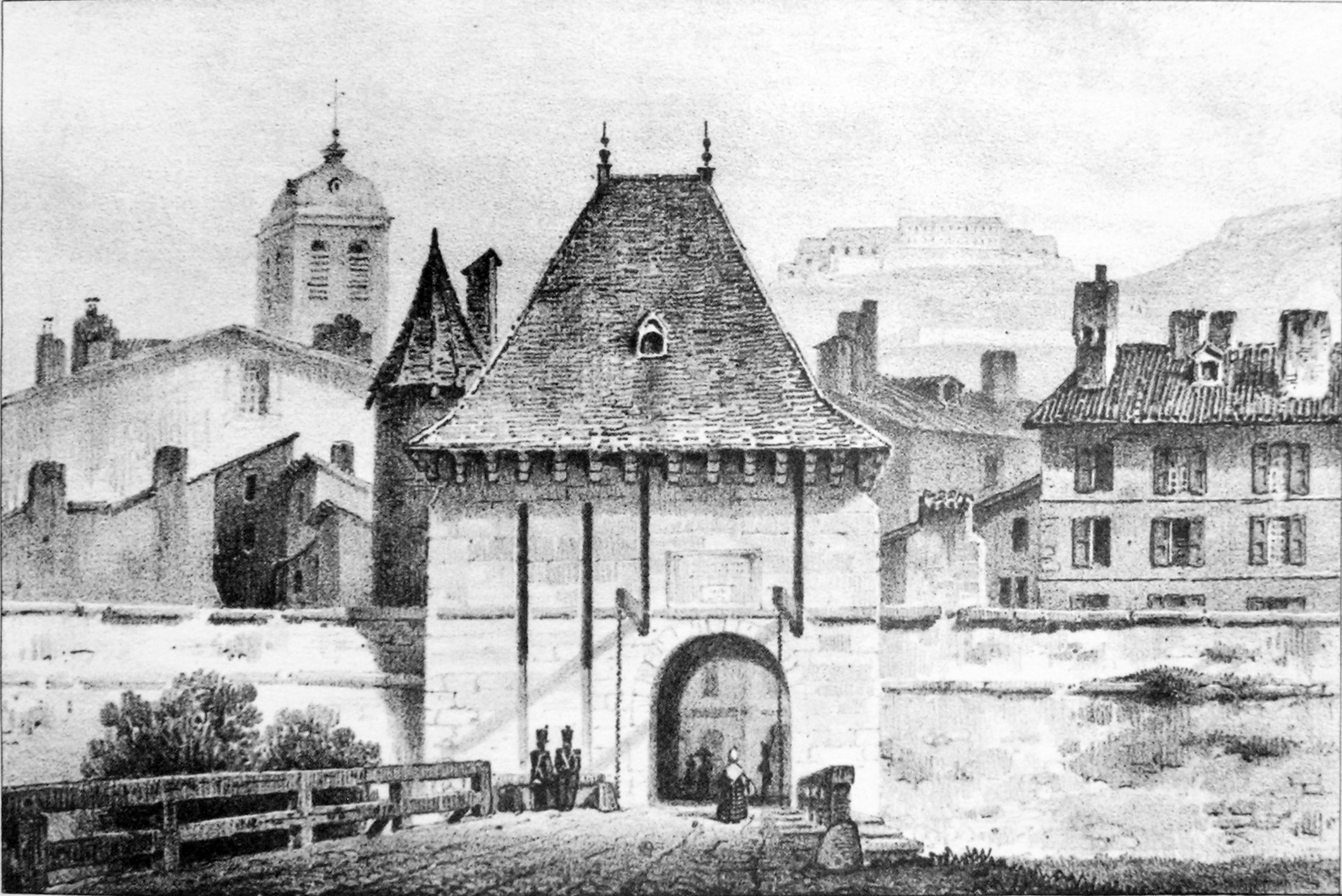
La porte de Bonne à Grenoble, édifiée à la fin du XVIe siècle pour la nouvelle enceinte et détruite en 1889. Illustration d'Alexandre Debelle.

Henri IV devient roi en 1589 ; par la suite, François de Bonne est nommé « commandant général pour le roi du Dauphiné » et lui est demandé de faire revenir le Haut-Dauphiné sous l'obéissance du roi, contre la Ligue, qui a l'appui du duc de Savoie. Le 22 décembre 1590, après plusieurs échecs sanglants, il s'empare de Grenoble, contrôlée par les catholiques, et ordonne alors un grand nombre de modifications dans la ville.
La construction de fortifications tendues sur la rive gauche remplaçant la vieille enceinte romaine tout en agrandissant la ville ainsi que la construction d'une vaste citadelle près de la Tour de l'Isle sont ses deux premières réalisations. Mais la plus imposante est la construction à partir de 1611 sur la rive droite de l'Isère d'une double branche de fortification sur la colline de la Bastille ralliant un fortin au sommet. D'autres réalisations suivront comme la création de quais au bord de l'Isère, l'embellissement de la ville avec de nouvelles rues, des égouts collectifs, des façades crépies. Sur un plan architectural, il construit la Trésorerie qui deviendra sa résidence personnelle appelée Hôtel de Lesdiguières. Enfin, aux abords de la ville, il reconstruit la digue Marcelline le long du Drac vers Claix en créant un pont d'une grande hardiesse sur le Drac, le Pont Lesdiguières, qui deviendra l'une des sept merveilles du Dauphiné.
Après la création du régiment de Bonne et des Gardes de Lesdiguières, en avril 1591, il bat, les 15 et 16 avril 1591, à la bataille d'Esparron, les troupes de la ligue puis en liaison avec le gouverneur catholique de la province, Alphonse d'Ornano, il défend le Dauphiné contre les empiétements du duc de Savoie, qui s'est fait proclamer comte de Provence par la Ligue, et le bat le 17 septembre 1591 à la bataille de Pontcharra. Il défait à nouveau à la bataille de Salbertrand, le 7 juin 1593, des troupes alliées savoyardes, espagnoles et napolitaines qui s'étaient emparées du fort d'Exilles (dans le val de Suse, alors dauphinois), bataille durant laquelle meurt Rodrigue Alvarez de Tolède, général commandant les troupes ennemies.

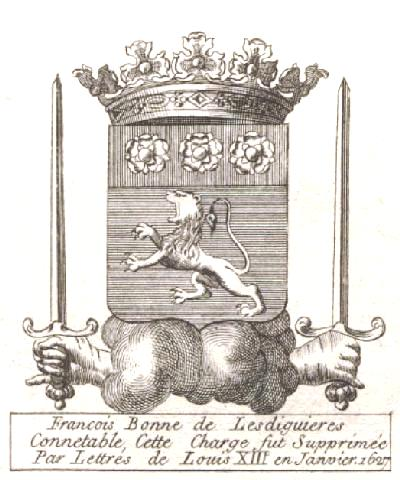
Armes du dernier connétable de France. de gueules au lion d’or au chef d’azur chargé de trois roses d’argent

En 1594, il s'empare des terres de Vizille et y construit sa demeure qui deviendra l'actuel château de Vizille, qu'il agrandira à partir de 1600. De 1601 à 1621, il est possesseur également du château de Coppet en pays vaudois aux portes de Genève, qu'il marque de sa forte empreinte.

### Lieutenant général en Dauphiné
Fidèle à son roi, il gravit les échelons du pouvoir : nommé gouverneur de Grenoble en mars 1591, conseiller d'État le 6 septembre 1595, commandant en Provence fin septembre 1595.
En 1597, il incite Henri IV à reprendre immédiatement la ville d'Amiens tombée dans les mains des Espagnols. C'est en 1597 également qu'il créa le régiment de Lesdiguières, qu'il transmit à son gendre sous le nom de régiment de Créqui.
Il commande le siège du château de l'Huile (Bourget-en-Huile), en Savoie, château-fort qui contrôlait la route du col du Grand Cucheron, qu'il prend à l'aide de trois canons. En 1630, ce château subit un nouveau siège par les armées de Louis XIII, et fut finalement détruit et rasé par ordre du cardinal de Richelieu.
lieutenant général en Dauphiné en octobre 1597 – à cette période, l'édit de Nantes, promulgué en avril 1598, met fin aux guerres de Religion.

### Maréchal de France

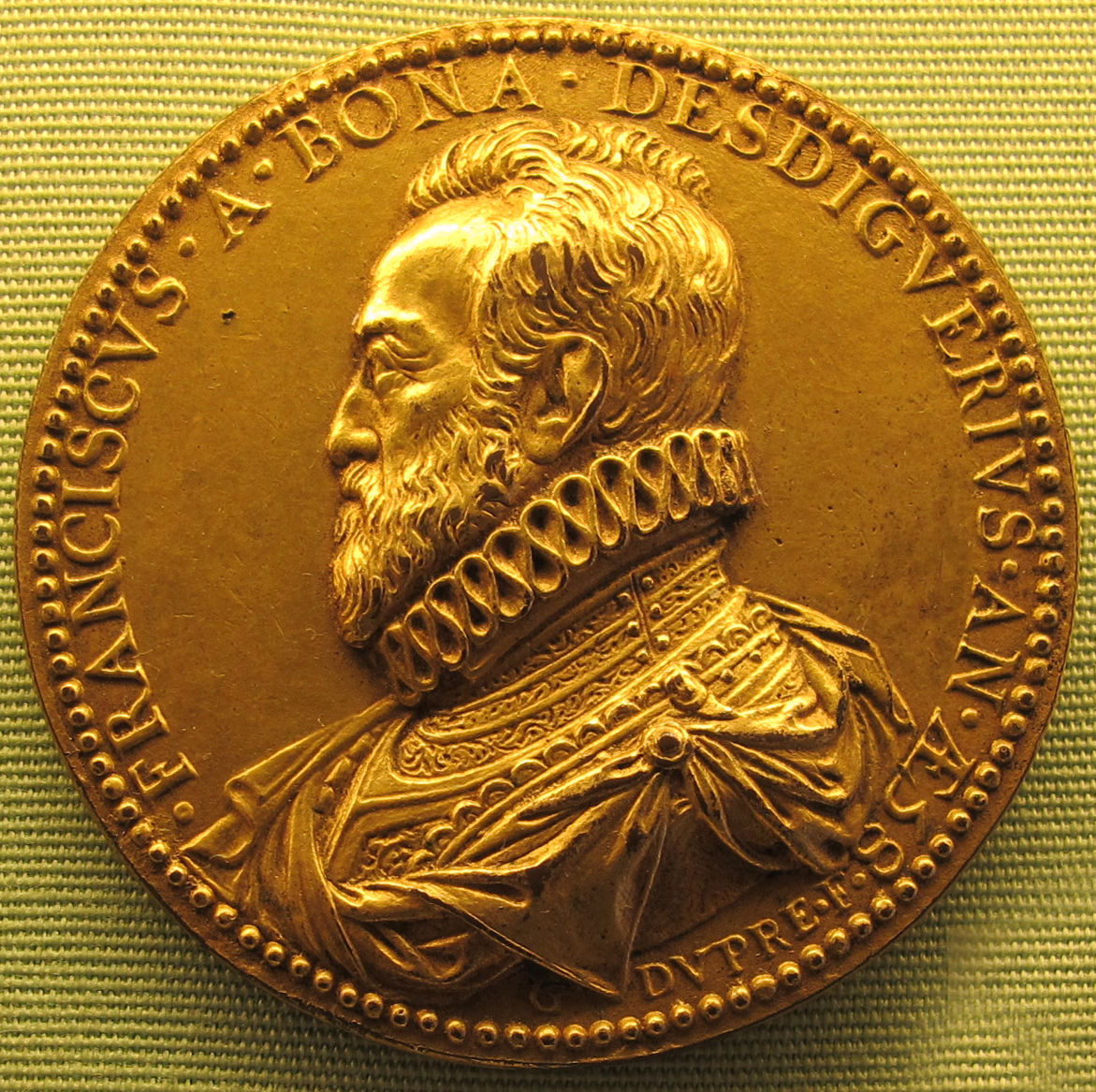
François de Bonne. Médaille gravée par Guillaume Dupré, Munich, Staatliche Münzsammlung, 1600.

En 1598, il s'empare du fort Barraux que le duc de Savoie Charles-Emmanuel Ier venait de faire construire (1597).
En 1600, il est en première ligne lors de la guerre franco-savoyarde, au cours de laquelle il prend Conflans et Montmélian.
En 1605, sur ordre d'Henri IV, il reprend possession, à la tête du Régiment du Bourg de Lespinasse, de la citadelle d'Orange pour le compte de prince Philippe-Guillaume d'Orange, époux d'Éléonore de Bourbon-Condé.
Lesdiguières devient maréchal de France le 27 septembre 1609. Le 25 avril 1610, François de Bonne de Lesdiguières, représentant d'Henri IV de France dans le château de Bruzolo en Val de Suse, signe le traité de Bruzolo, avec Charles-Emmanuel Ier, duc de Savoie ; ce traité scelle une alliance offensive et défensive entre la France et la Savoie contre l'Espagne ; cependant, Henri IV est assassiné quelques semaines plus tard, le 14 mai 1610.

### Connétable et duc

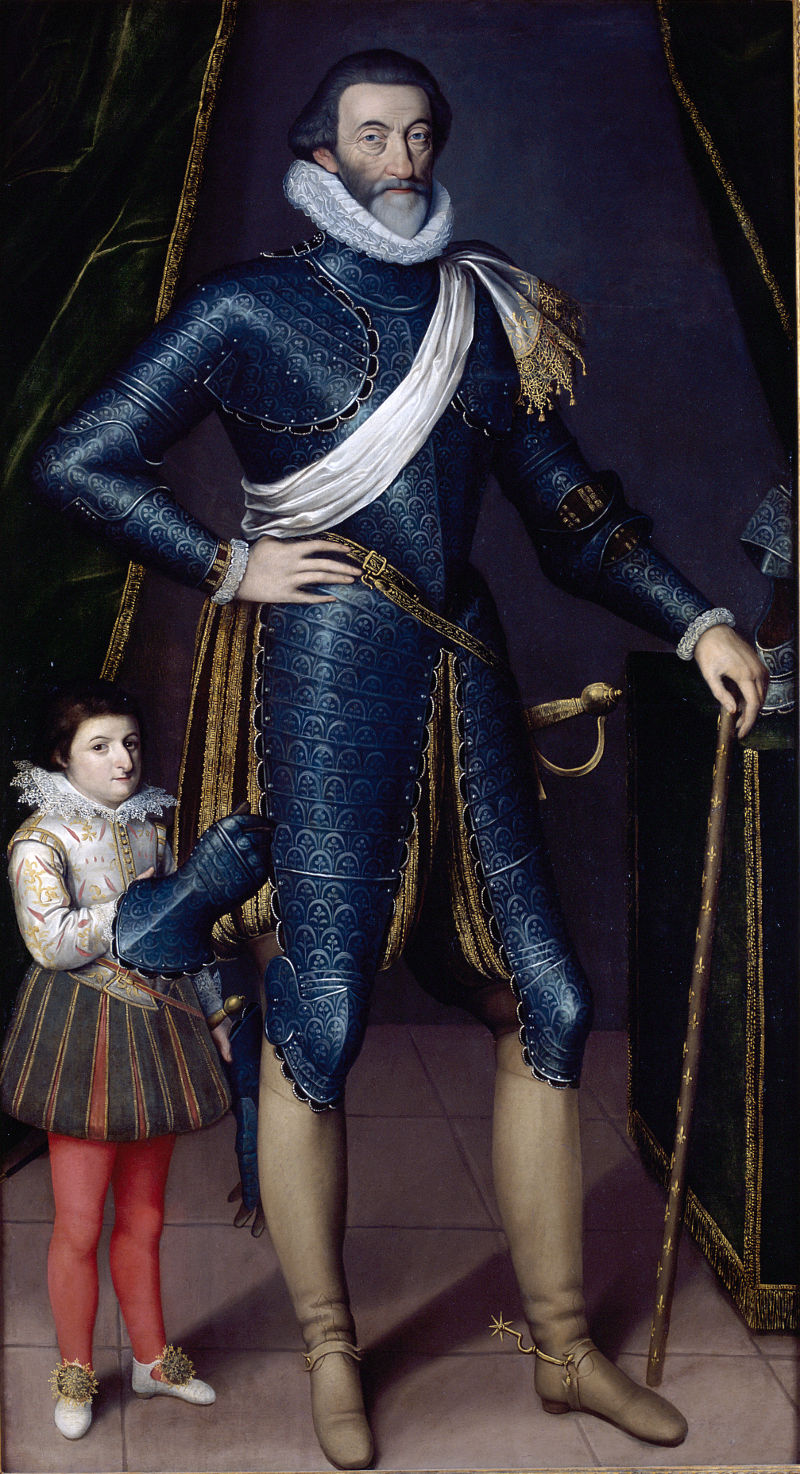
François de Bonne, duc de Lesdiguières, en 1616.

François de Bonne est fait duc de Lesdiguières et pair de France en 1611, par Marie de Médicis, veuve de Henri IV et Régente pour Louis XIII de 1610 à 1614. Le duché-pairie de Lesdiguières est érigé alors à partir des terres des seigneuries de Lesdiguières et de Champsaur, appartenances et dépendances sous Henri IV. Néanmoins, il ne pourra porter ce dernier titre que sous Louis XIII, lorsque, après sa réception au Parlement le 6 février 1620, il est officiellement le premier duc de Lesdiguières. Les lettres d'érection de cette terre en duché-pairie constituent ce fief en pairie femelle, c'est-à-dire transmissible une fois en ligne féminine. C'est d'emblée la seule manière de sauver cette pairie, puisque François de Bonne n'a que trois filles de ses deux épouses successives. Sa fille Madeleine, née de sa femme Claudine de Bérenger du Gua (†1608), épousée en 1565, puis Françoise et Catherine, de sa femme Marie Vignon, fille d'un fourreur grenoblois, devenue marquise de Treffort. Son gendre, Charles de Créquy-Blanchefort, devra lui-même épouser successivement les deux jeunes femmes pour demeurer duc de Lesdiguières et transmettre le titre à sa descendance mâle.

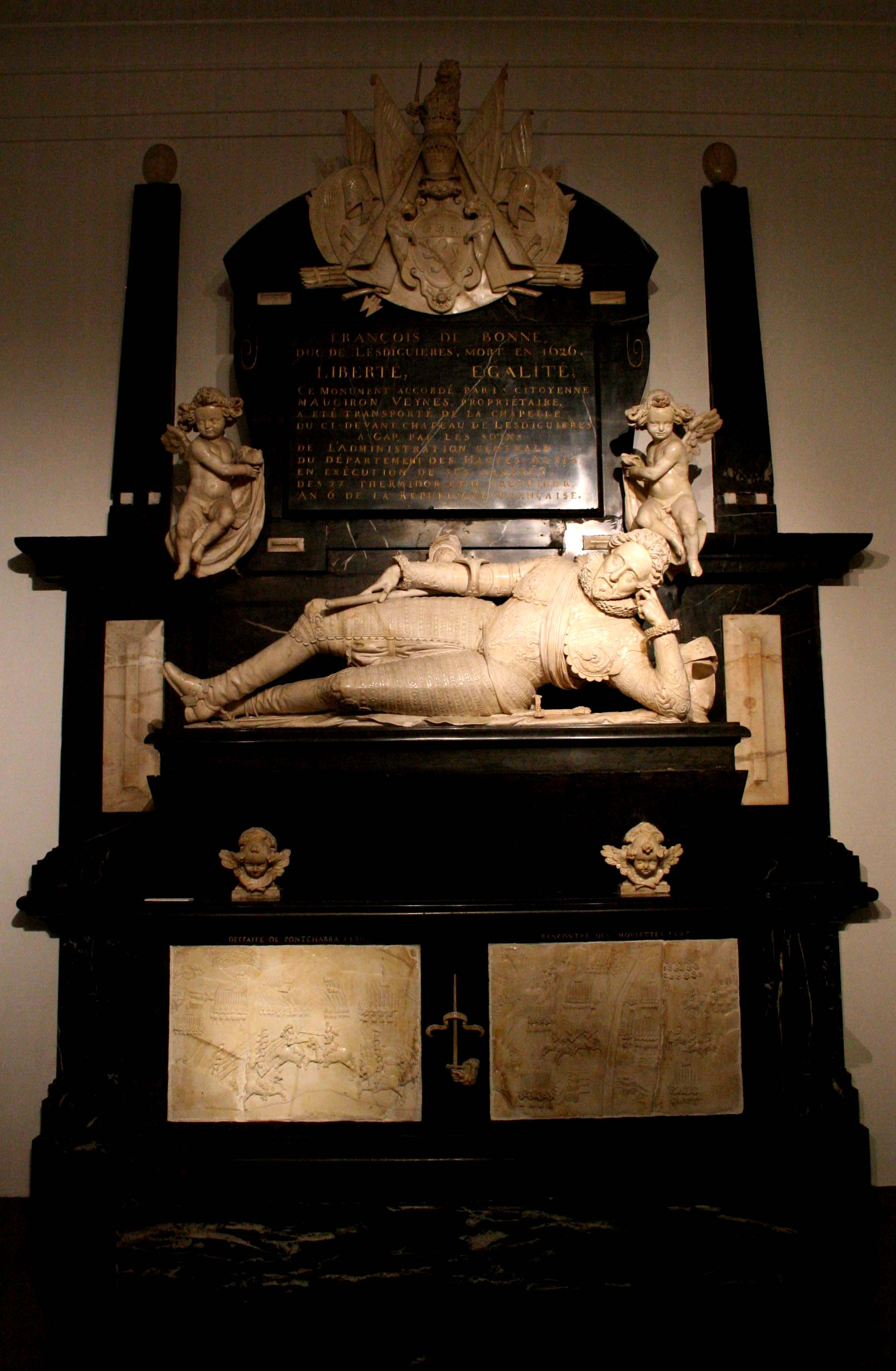
Mausolée de Lesdiguières, dans le Musée de Gap.

Il devient duc du Champsaur en 1611, gouverneur du Dauphiné en 1612, puis maréchal général des camps et armées du roi en 1621, puis connétable de France et chevalier du Saint-Esprit en 1622. Il n’accédera à la charge de connétable qu’à la suite de sa conversion à la religion catholique. La cérémonie d'abjuration solennelle se déroule le 24 juillet 1622 en la collégiale Saint-André de Grenoble,.
En 1622, lors des rébellions huguenotes, Lesdiguières, nouvellement converti au catholicisme, répond de la soumission du Dauphiné, dont il est gouverneur, et reçoit en remerciement le collier du Saint-Esprit et l'épée de connétable de France. Il participe aux sièges de Montauban et de Montpellier et est chargé par Louis XIII de négocier la paix avec Henri de Rohan.

Lettre de Marie de Médicis à Louis XIII, faisant allusion à la conversion de Lesdiguières au catholicisme et sollicitant pour lui la charge de connétable, 23 juillet 1622 (Archives nationales)
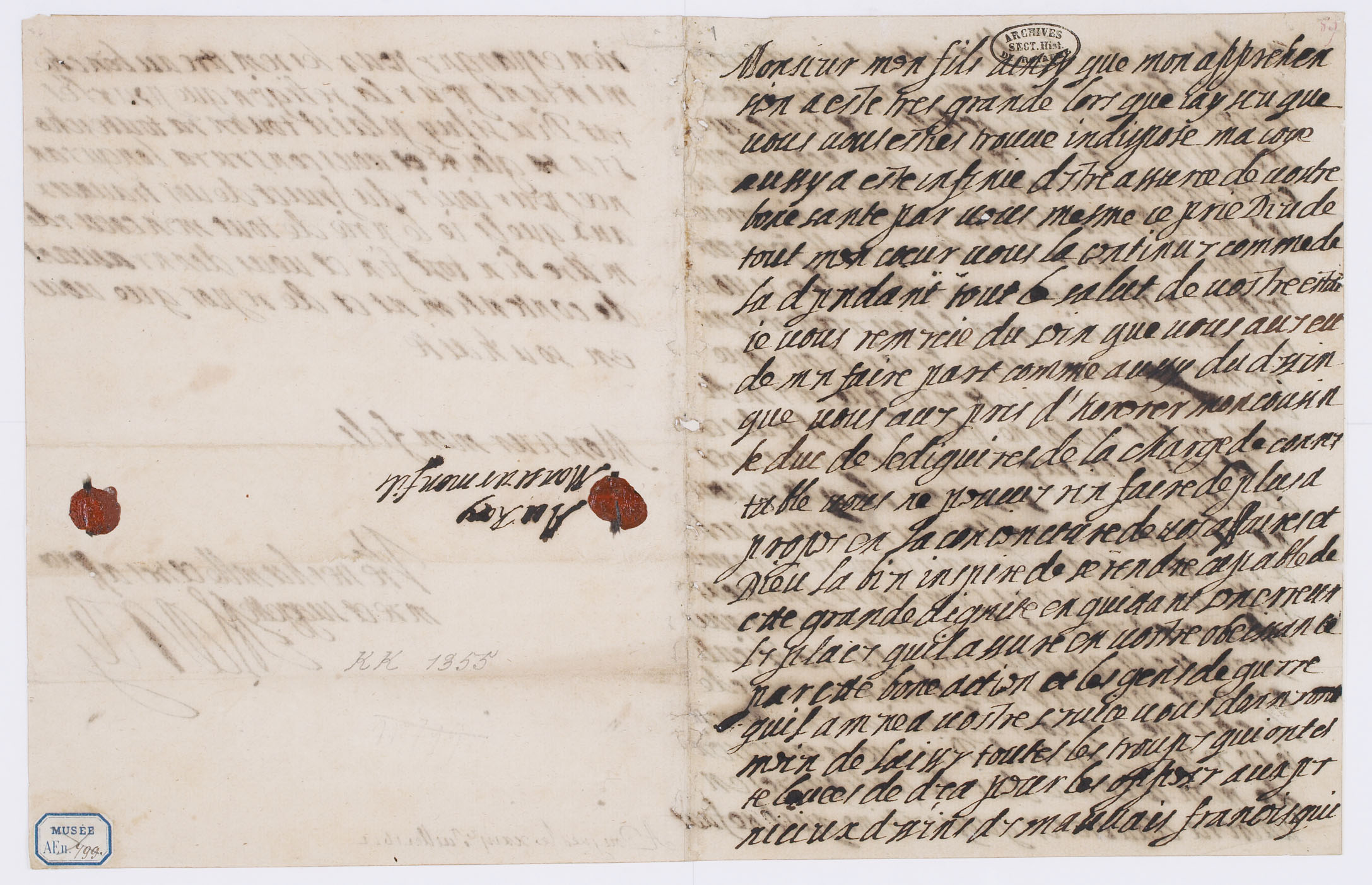
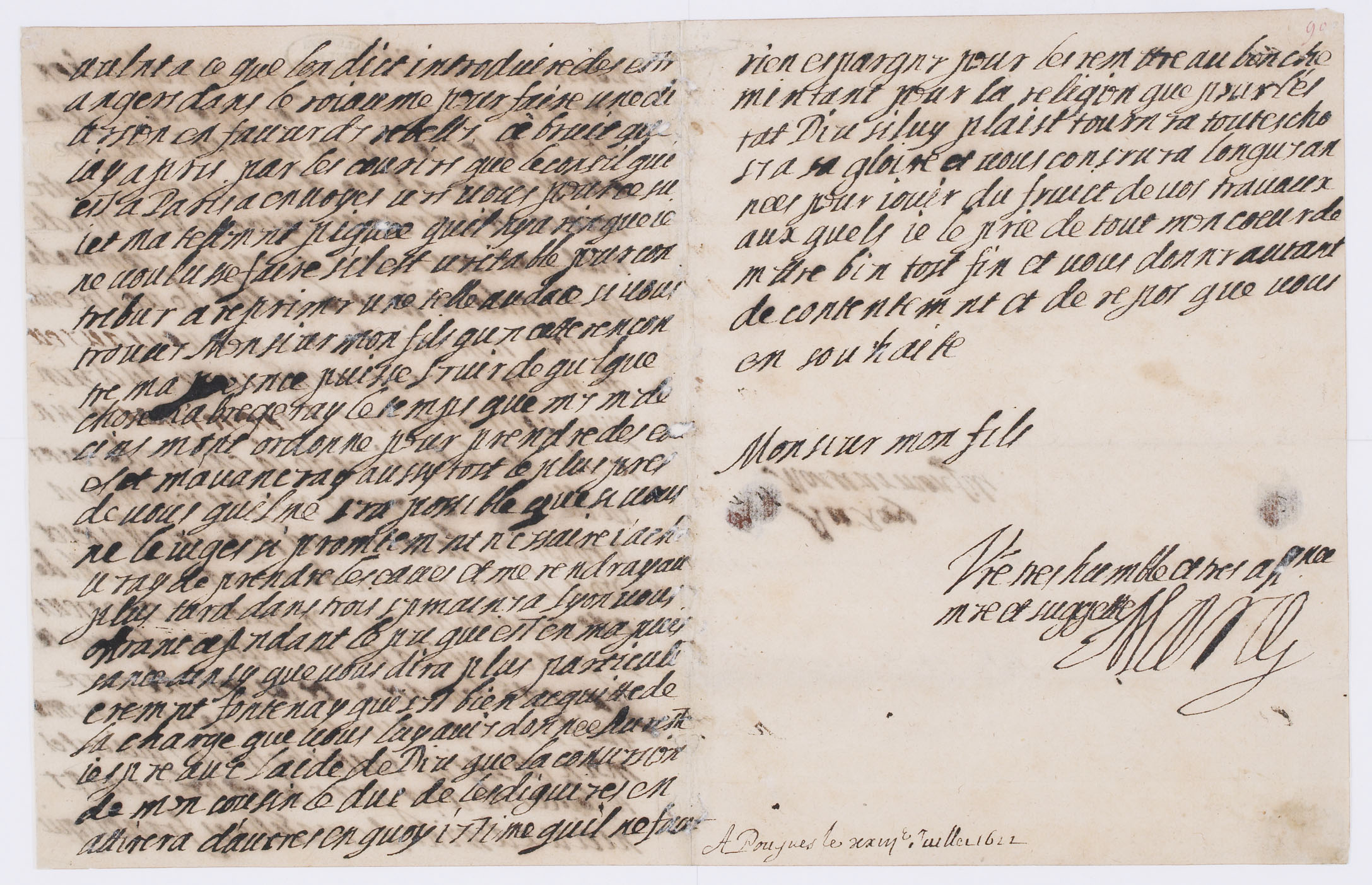

Âgé de 81 ans, il participe à la guerre de la Valteline.
Chef militaire hors pair, diplomate et négociateur habile, qualifié par Henri IV « de rusé comme un renard », le dernier connétable de France meurt à l’âge de 83 ans, le 28 septembre 1626.

## Possessions
François de Bonne possédait le château de Pont-de-Veyle et le château du Glaizil, dit « château de Lesdiguières », aujourd'hui en ruines, dans la chapelle duquel il fut enterré et une maison forte à Saint-Bonnet-en-Champsaur. Sa sépulture se trouve quant à elle dans la chapelle de l'église Saint-Pierre de Sassenage tandis que son tombeau se trouve aujourd'hui au musée Muséum départemental des Hautes-Alpes à Gap .
Liste non exhaustive des possessions tenues en nom propre ou en fief de François de Bonne de Lesdiguières :
- château de Châtillon-sur-Chalaronne, à Châtillon-sur-Chalaronne (1615-1645) ;
- château du Glaizil ;
- château de Pont-d'Ain, à Pont-d'Ain (1610-1648) ;
- château de Pont-de-Veyle ;
- maison forte de Lesdiguières, à Saint-Bonnet-en-Champsaur ;
- château de Vizille ;
- hôtel de Lesdiguières à Grenoble ;
- maison dite de Lesdiguières dédiée à Marie Vignon, à Serres.

Ruines de quelques possessions de François de Bonne
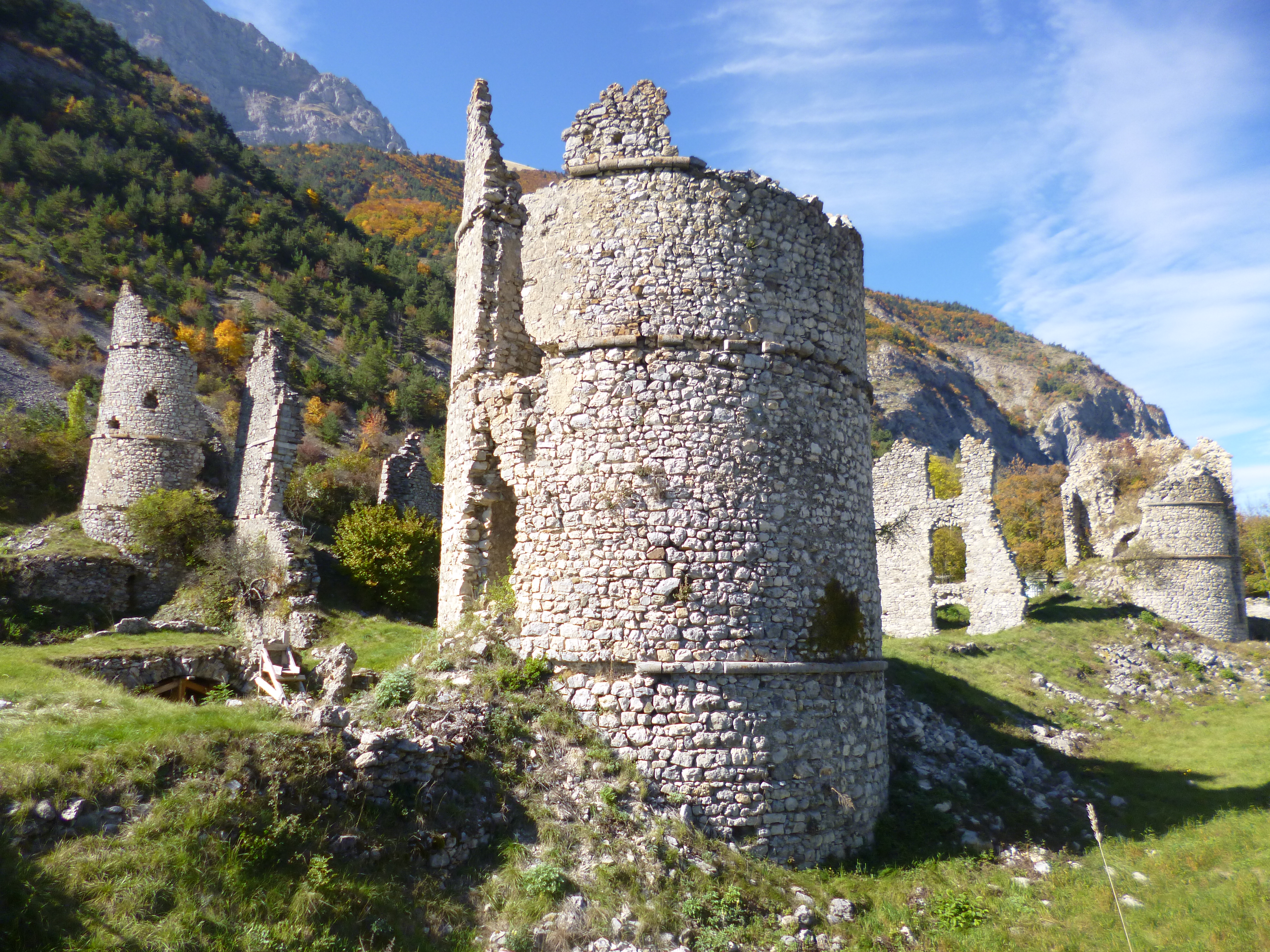
Ruines du château de Lesdiguières
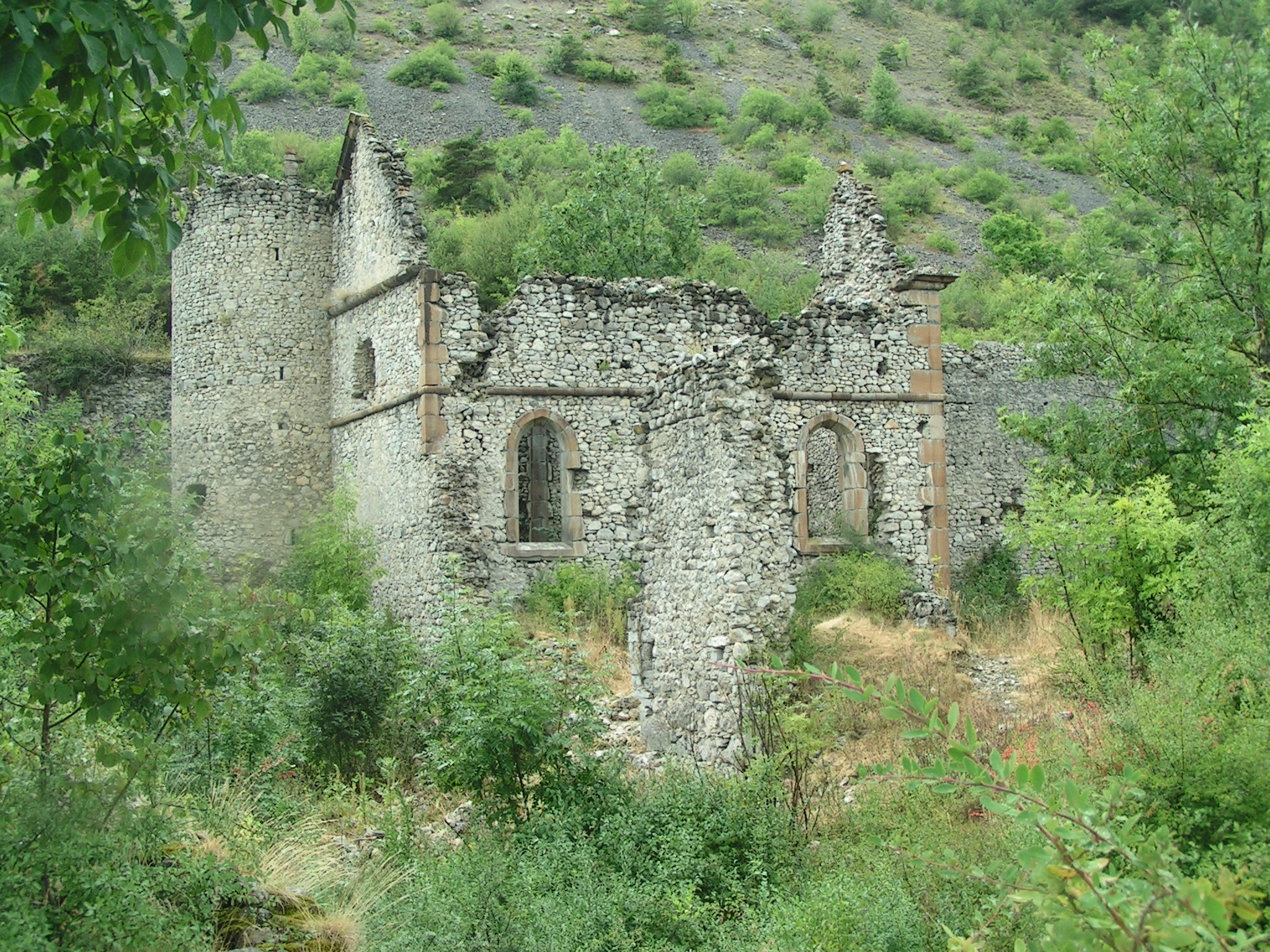
Ruines du château de Lesdiguières
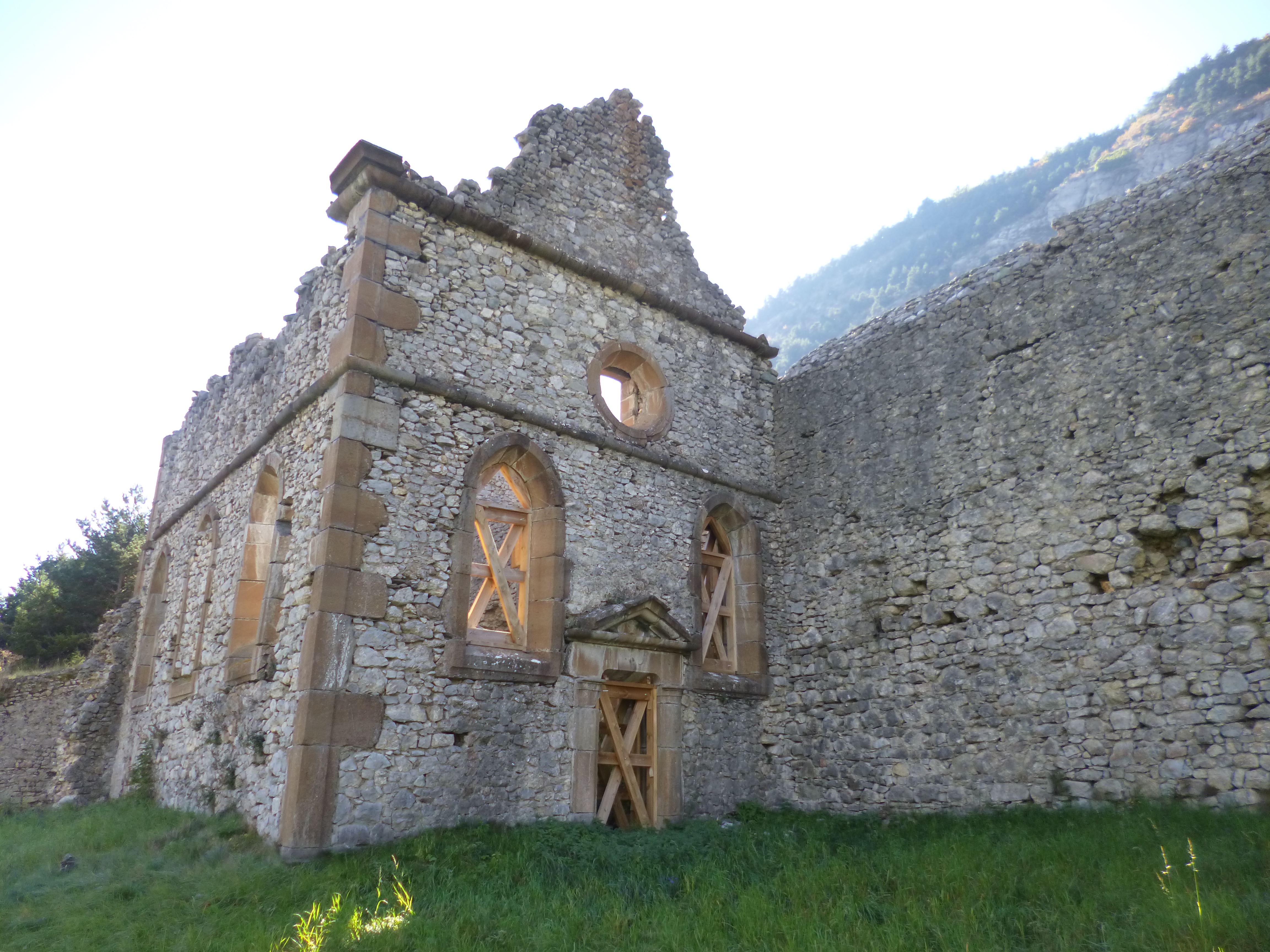
Chapelle du château de Lesdiguières

## Descendance
- Madeleine de Bonne, née en 1576, est l'unique survivante du mariage de Lesdiguières avec Claudine de Bérenger du Gua, ses frères et sœurs étant tous morts en bas âge. Elle épousa le 14 mars 1595 Charles de Blanchefort sire de Créquy. Elle mourut en 1620[8].
- Françoise, fille légitimée sur le tard qu'il a eue de Marie Vignon. En 1612, elle épousa en premières noces Charles René du Puy, marquis de Montbrun. Elle est démariée par les Créquy, qui voulaient récupérer la fortune des Lesdiguières, et épouse ainsi en 1623 son beau-frère Charles de Blanchefort sire de Créquy[8].
- Catherine, fille légitimée sur le tard qu'il a eue de Marie Vignon. Elle épousa le comte de Sault en 1619 et mourut en 1621 sans enfant[8].

## Successeurs
- Charles Ier de Blanchefort de Créquy, dit Charles de Créquy-Blanchefort dit Charles II de Créquy (1571 à Canaples-17 mars 1638 à Breme), son gendre, prince de Poix, seigneur de Créquy, de Fressin et de Canaples, puis deuxième duc de Lesdiguières (1626) et pair de France, marquis de Vizille et de Treffort, comte de Sault, baron de Vienne-le-Chastel et de La Tour-d'Aigues, colonel régiment de Lesdiguières, des Gardes Françaises puis maréchal de France. Il est, en ligne paternelle, un Blanchefort et représente donc la branche de Blanchefort de Créquy de la maison de Créquy[9].

- François de Bonne de Créqui (1596-1er janvier 1677 à Grenoble), fils aîné de Madeleine de Bonne et de Charles de Créquy-Blancheflort, comte de Canaples, puis de Sault, puis troisième duc de Lesdiguières (1638). Mestre de camp du régiment de Lesdiguières en 1605, gouverneur de Dauphiné et Pair de France, seigneur d'Agoult, de Vesc, de Montlaur et de Montauban. Il épousa Catherine de Bonne le 16 février 1619 à Grenoble, puis Anne de la Magdeleine (?-1656) en 1632[10].

- François Emmanuel de Bonne de Créqui (1645-Saint-Germain-en-Laye 1681), fils du précédent et d'Anne de La Magdeleine, marquise de Ragny, marié le 12 mai 1675 avec Paule-Marguerite Françoise de Gondi Dame de La Garnache (1655-1716), duchesse de Retz. Comte de Sault, puis gouverneur de Dauphiné (1675 - démission de son père), quatrième duc de Lesdiguières et Pair de France

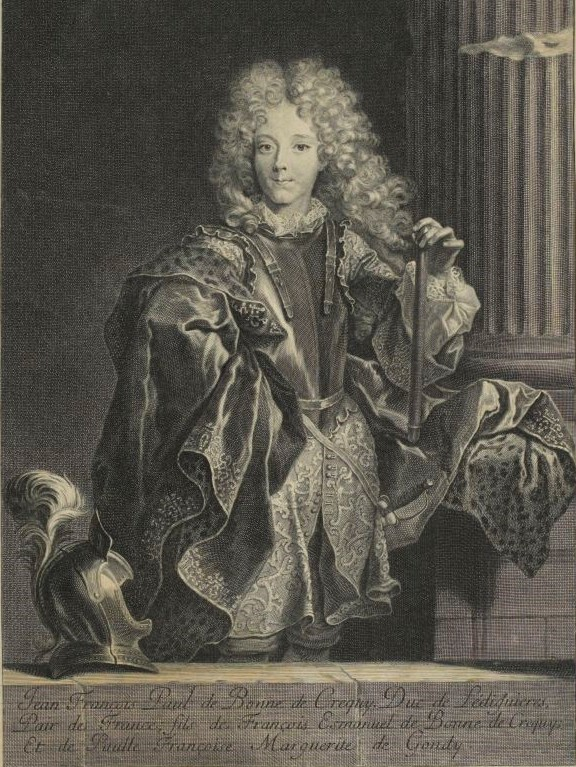
Jean François Paul de Bonne de Créqui, 5e duc de Lesdiguières, (musée de la Révolution française).

- Jean François Paul de Bonne de Créqui (16 octobre 1678 - 6 octobre 1703), fils du précédent et de Marguerite de Gondi. Il avait épousé, le 17 janvier 1696, Louise-Bernardine de Durfort (1678 - 23 mars 1740), fille du maréchal de France Jacques Henri de Durfort, duc de Duras. Colonel du régiment de Sault, il est blessé à la bataille de Luzzara, et décède le samedi 6 octobre 1703 à Modène en Italie à l'âge de 24 ans. Duc de Lesdiguières, comte de Sault et pair de France, il est mort sans descendance.

- Alphonse de Créquy (1628-1711), petit-fils de Charles II de Créquy par son fils cadet, Charles, sire de Créquy et de Canaples, époux d’Anne de Beauvoir de Grimoard du Roure et mort en 1630 (donc avant son père)[9], dont il était le troisième fils. Alphonse de Bonne de Créquy-Blanchefort fut comte de Canaples, puis sixième (et dernier duc) de Lesdiguières et Pair de France, en 1703, à la mort de son petit-cousin Jean François Paul de Bonne, le dernier de la branche aînée de sa Maison.

Il ne faut pas confondre ce sixième duc de Lesdiguières avec son frère aîné, le seul et unique duc de Créquy (Charles III de Créquy, en réalité duc de Poix mais dit « le duc de Créquy » dans la plupart des documents), marquis de Créquy, puis duc de Poix et pair de France, époux d'Armande de Saint-Gelais, fille et héritière du marquis de Lansac, chevalier des ordres du roi, premier gentilhomme de sa chambre, gouverneur de Paris et lieutenant-général des armées du roi, mort à Paris le 13 février 1687 et inhumé dans l'église du couvent des Capucines. Son monument, sculpté par Mazeline et Hurtrelle a disparu dans la destruction du couvent sous la Révolution française.
Ni avec son plus jeune frère, François de Créquy marquis de Marines et maréchal de France, qui occupa la Lorraine (1670), prit Fribourg-en-Brisgau (1677) et s'empara de Luxembourg (1684) et fut inhumé dans l'église des Jacobins, une chapelle édifiée par sa veuve, où fut placé son tombeau dessiné par Lebrun et réalisé par A. Coysevox, J. Joly, N. Coustou.

## Hommage

### Odonymie
Plusieurs villes ont baptisé des voies du nom de Lesdiguières :
- place Lesdiguières et rue Lesdiguières à Saint-Bonnet-en-Champsaur
- avenue Lesdiguières à Gap
- rue Lesdiguières et rue de Bonne à Grenoble
- rue de Lesdiguières dans le 4e arrondissement de Paris

### Expositions
En 2017, les départements des Hautes-Alpes et de l'Isère organisent l'année Lesdiguières, rétrospective de la dynastie des Lesdiguières en Dauphiné durant le XVIe siècle et le XVIIe siècle, conclue par un colloque du 25 au 27 octobre. Dans les Hautes-Alpes, le musée Muséum départemental des Hautes-Alpes organise une exposition et une fête du connétable se déroule au Glaizil. En Isère, le musée dauphinois, le musée de l'Ancien Évêché et le musée de la Révolution française participent à l'évènement avec une exposition, ce dernier musée dédiant une salle permanente à François de Bonne de Lesdiguières.

### Bibliographie

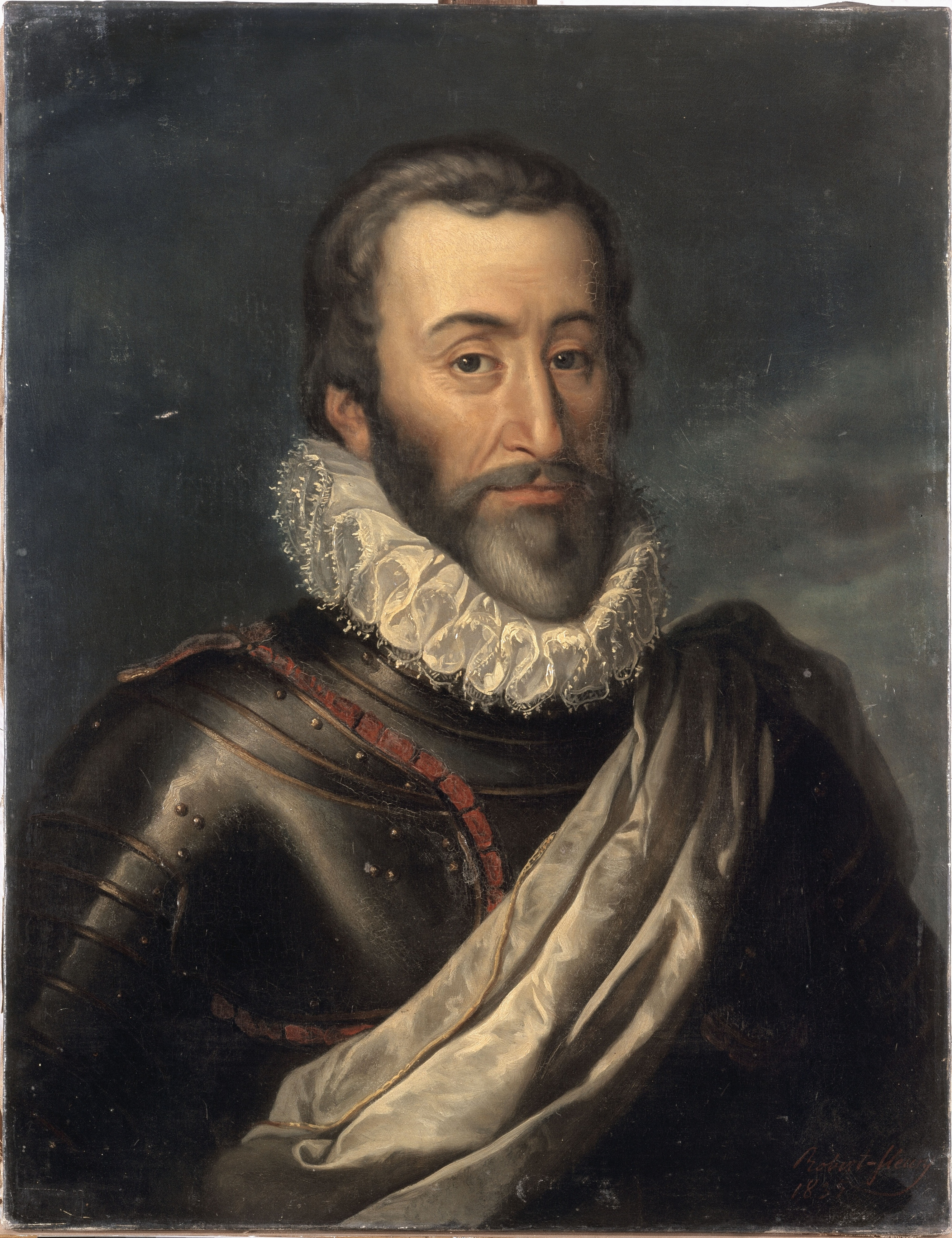
François de Bonne, duc de Lesdiguières, connétable de France (1543-1626), huile sur toile de Joseph-Nicolas Robert-Fleury, château de Versailles, 1835.